# Public Health England
La Public Health England (abreujat PHE, o Sanitat pública d'Anglaterra) és una agència executiva del Departament de Salut i Atenció Social del Regne Unit que va començar a operar l'1 d'abril de 2013 per protegir i millorar la salut i el benestar i reduir les desigualtats en salut. La seva formació es va produir com a conseqüència de la reorganització del Servei Nacional de Salut (NHS) a Anglaterra descrit a la Health and Social Care Act 2012. Va assumir el paper de la Health Protection Agency (Agència de Protecció de la Salut), la National Treatment Agency for Substance Misuse (Agència Nacional de Tractament per a l'Ús Indegut de Substàncies) i d'altres cossos de salut. Va ser una agència executiva del Departament de Salut i Atenció Social i una organització de lliurament diferent amb autonomia operativa.
L'1 d'abril de 2021, la Public Health England va ser substituïda per la UK Health Security Agency (Agència de Seguretat Sanitària del Regne Unit), un nou organisme creat per fer front a l'amenaça de malalties infeccioses combinant PHE amb l'operació NHS Test and Trace (Prova i rastreja del NHS). PHE continuarà tenint una existència transitòria fins a l'1 d'octubre de 2021. Al mateix temps es va crear l'Office for Health Promotion (Oficina de Promoció de la Salut).